# Liste der Vizegrafschaften Frankreichs
Die folgende Liste der Vizegrafschaften Frankreichs enthält diejenigen französischen Herrschaften, die von den Grafen aus der Verwaltung der Grafschaften heraus an den wichtigen Plätzen als Vertretungen, als Vizegrafschaften, eingerichtet wurden.
Im Mittelalter war es üblich, dass unterworfene Grafschaften in den Rang einer Vizegrafschaft herabsanken, umgekehrt war es auch möglich, dass Vizegrafen zum Beispiel bei einem Wegbrechen der gräflichen Ebene – meist aus eigener Machtfülle heraus – die entstandene Vakanz nutzten, sich zu Grafen zu erheben.

## A
- Vizegrafschaft Agde
- Vizegrafschaft Angers
- Vizegrafschaft Albi
- Vizegrafschaft Aster
- Vizegrafschaft Aubusson
- Vizegrafschaft Auxonne
- Vizegrafschaft Avignon
- Vizegrafschaft Avranches

## B
- Vizegrafschaft Bayeux
- Vizegrafschaft Béarn
- Vizegrafschaft Beaumont-au-Maine und Vizegrafschaft Beaumont-sur-Sarthe siehe Vizegrafschaft Maine
- Vizegrafschaft Beaune
- Vizegrafschaft Béziers
- Vizegrafschaft Bourges
- Vizegrafschaft Brosse
- Vizegrafschaft Bruniquel

## C
- Vizegrafschaft Cambrai
- Vizegrafschaft Carcassonne
- Vizegrafschaft Carlat
- Vizegrafschaft Castelnou
- Vizegrafschaft Castillon
- Vizegrafschaft Châteaudun
- Vizegrafschaft Châtellerault
- Vizegrafschaft Comborn

## F
- Vizegrafschaft Fézensaguet

## L
- Vizegrafschaft Lautrec
- Vizegrafschaft Limoges
- Vizegrafschaft Lodève

## M
- Vizegrafschaft Maine
- Vizegrafschaft Maulèvrier
- Vizegrafschaft Marseille
- Vizegrafschaft Meaux
- Vizegrafschaft Melun
- Vizegrafschaft Millau
- Vizegrafschaft Minerve

## N
- Vizegrafschaft Narbonne
- Vizegrafschaft Nîmes

## O
- Vizegrafschaft Oloron

## R
- Vizegrafschaft Rasès
- Vizegrafschaft Rohan

## S
- Vizegrafschaft Saint-Sauveur (im Cotentin)

## T
- Vizegrafschaft Thouars
- Vizegrafschaft Tours
- Vizegrafschaft Troyes
- Vizegrafschaft Turenne

## U
- Vizegrafschaft Uzès

## V
- Vizegrafschaft Ventadour
- Vizegrafschaft Vendôme